# Platysenta iaspis
Platysenta iaspis är en fjärilsart som beskrevs av Druce. Platysenta iaspis ingår i släktet Platysenta och familjen nattflyn. Inga underarter finns listade i Catalogue of Life.